# (151834) Mongkut
(151834) Mongkut est un astéroïde de la ceinture principale.

## Description
(151834) Mongkut est un astéroïde de la ceinture principale. Il fut découvert le 26 mars 2003 à l'observatoire Goodricke-Pigott par l'astronome indien Vishnu Reddy. Il présente une orbite caractérisée par un demi-grand axe de 2,66 UA, une excentricité de 0,06 et une inclinaison de 11,5° par rapport à l'écliptique.

## Compléments